# Li He
Ne doit pas être confondu avec LiHe.
Pour les articles homonymes, voir Li et He.
Li He (chinois simplifié : 李贺), ou Li Ho, né en 791 à Changgu (préfecture de Yigang, dans le Henan), mort en 817 au même endroit, est un poète chinois de l'époque Tang.

## Biographie
Sa famille descend d'un prince de la maison impériale des Tang. Li He est remarqué en 809 par les lettrés Han Yu et Wang Fushi, qui le prennent sous leur protection.
En 810, il est interdit de candidature à l'examen de Jinshi, en raison d'un tabou onomastique. Han Yu défend Li He en écrivant à cette occasion un essai contre les tabous onomastiques. Li He occupe à partir de 811 un emploi subalterne de fonctionnaire dans la capitale Chang'an. Il est dès cette époque malade de la tuberculose. Il démissionne et rejoint sa mère à Changgu en 814. En 815, il entre au service du gouverneur militaire de Luzhou, dans le Shanxi, avant de revenir à Changgu où il meurt en 817, en confiant le manuscrit de ses poèmes à un ami, Shen Ziming.
Le poète Li Shangyin a écrit une courte biographie de Li He moins de trente ans après la mort de ce dernier.

## Œuvre
Ce n'est que quinze ans après la mort de Li He que ses poèmes sont publiés, avec une préface du poète Du Mu. Au fil des éditions, sont réunis 243 poèmes, essentiellement de forme courte. L'évocation dans ces poèmes de thèmes comme la maladie ou la mort l'a longtemps fait négliger des anthologies de la poésie chinoise compilées par la suite. Le recueil de ses poèmes a été édité sans ordre défini par l'auteur, on y trouve cependant deux « suites » de treize poèmes chacune. La première est celle des treize Lunes, datant de 809, la seconde celle des Poèmes de mon jardin au midi cinq ans plus tard.
Les treize Lunes correspondent au calendrier lunaire, avec un mois complémentaire, et ont été composées en vue du passage de l'examen de doctorat (jinshi). Li He s'y révèle esthète et poète de la nature.
Li He a été influencé par le bouddhisme et surtout par le chamanisme — il avait comme livres de chevet le Lankāvatāra sūtra et le Li sao, extrait des Chants de Chu. Ses visions sont en effet semblables à celles des chamans conservées dans les Chants de Chu : par le côté fantastique de sa poésie, Li He en le continuateur, et J. Pimpaneau évoque à son sujet les figures de Bosch ou William Blake. D'après la Nouvelle Histoire des Tang, son œuvre est « d'une singularité saisissante, en rupture avec la tradition littéraire la mieux établie ».

## Postérité
Un de ses poèmes a été mis en musique en 1927 par Albert Roussel (premier des Deux poèmes chinois, op. 35), les paroles ayant été traduites de l'anglais d'après Herbert Allen Gilles par Henri-Pierre Roché.

## Traductions
- Li He (trad. du chinois par Marie-Thérèse Lambert et Guy Degen, préf. Guy Degen), Les Visions et les Jours, Paris, La Différence, coll. « Orphée » (no 191), 1994, 123 p. (ISBN 2-7291-1028-3) — édition bilingue chinois-français, cinquante-huit poèmes traduits.
- Li He (trad. du chinois par Marie-Thérèse Lambert, préf. Guy Degen), Poèmes, Paris, Gallimard, coll. « Connaissance de l'Orient » (no 115), 2007, 197 p. (ISBN 978-2-07-078166-9) — deux cent quarante-trois poèmes traduits.

## Biographie
- Li Shangyin (trad. Jacques Pimpaneau), « Le Poète Li He », dans Biographie des regrets éternels : Biographies de Chinois illustres, Arles, Philippe Picquier, 1989 (ISBN 2-87730-011-0), p. 101-106